# Lasioglossum nodicorne
Lasioglossum nodicorne là một loài Hymenoptera trong họ Halictidae. Loài này được Morawitz mô tả khoa học năm 1889.